# Swift Run Gap
Le Swift Run Gap est un col routier des montagnes Blue Ridge à la limite du comté de Greene et du comté de Rockingham, dans l'État de Virginie, aux États-Unis. Situé à 721 mètres d'altitude au sein du parc national de Shenandoah, il est franchi par l'U.S. Route 33 dans la direction nord-ouest-sud-est mais également par la Skyline Drive et le sentier des Appalaches dans la direction nord-est-sud-ouest, qui suit la ligne de crête du massif.